# Tubophaga
Tubophaga es un género de foraminífero bentónico considerado un sinónimo posterior de Thalamophaga de la familia Hospitellidae, del suborden Allogromiina y del orden Allogromiida. Su especie tipo era Thalamophaga ramosa. Su rango cronoestratigráfico abarcaba el Holoceno.

## Clasificación
Tubophaga incluía a la siguiente especie:
- Thalamophaga ramosa